# Hypobathrum venulosum
Hypobathrum venulosum là một loài thực vật có hoa trong họ Thiến thảo. Loài này được (Hook.f.) K.M.Wong mô tả khoa học đầu tiên năm 1989.